# 巴莱斯塔
巴莱斯塔（法語：Balesta，法語發音：[balɛsta]）是法国上加龙省的一个市镇，属于圣戈当区。

## 地理
巴莱斯塔（43°12'1"N, 0°34'4"E）面积7.16 平方千米，位于法国奧克西塔尼大區上加龙省，该省份为法国西南部内陆省份，西南端与西班牙接壤，自此顺时针与上比利牛斯省、热尔省、塔恩-加龙省、塔恩省、奥德省和阿列日省接壤。
与巴莱斯塔接壤的市镇（或旧市镇、城区）包括：巴佐尔当、布德拉克、卡扎里唐布雷、拉罗克、尼藏热斯、萨尔卡沃。

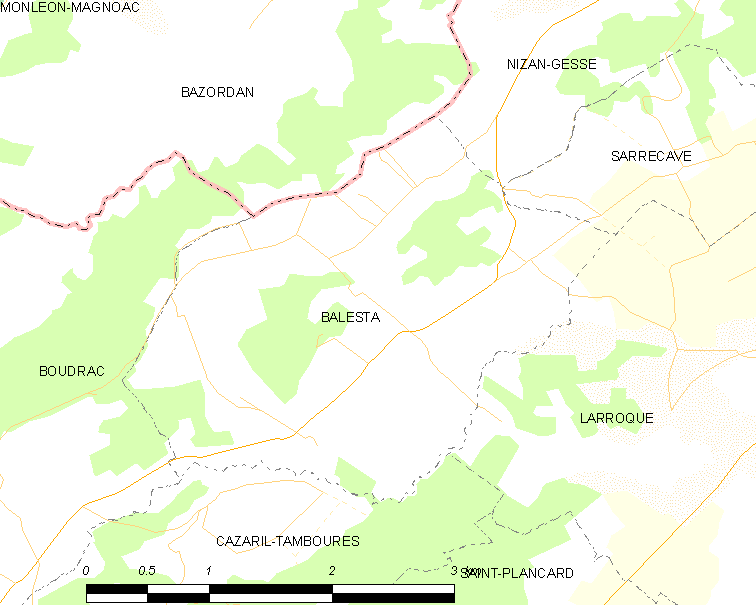
巴莱斯塔的OSM定位图

巴莱斯塔的时区为UTC+01:00、UTC+02:00（夏令时）。

## 行政
巴莱斯塔的邮政编码为31580，INSEE市镇编码为31043。

## 政治
巴莱斯塔所属的省级选区为圣戈当县。

## 人口

1962-2008年间巴莱斯塔人口变化图示

巴莱斯塔于2022年1月1日时的人口数量为158人。